# Tachibana Shūta

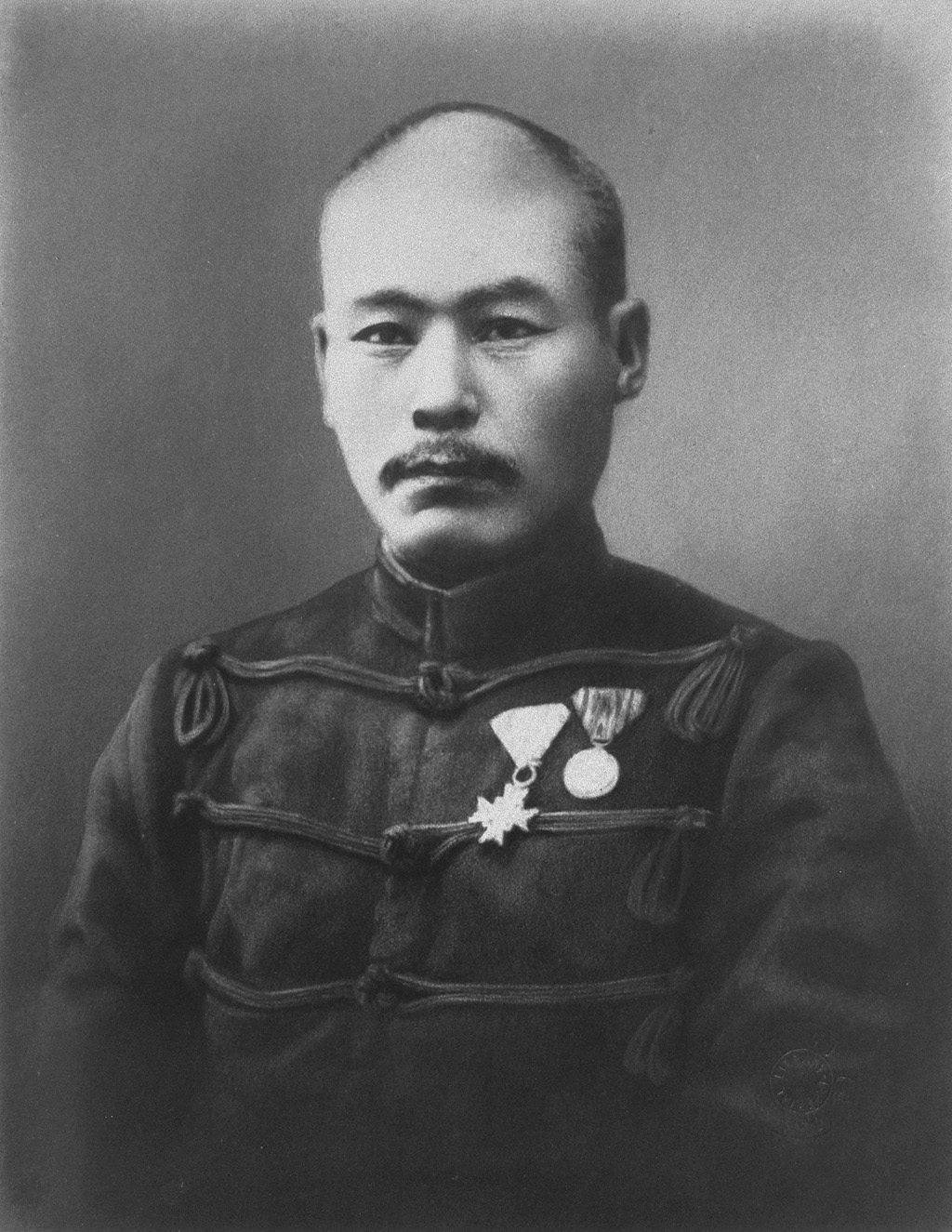
Tachibana Shūta

Tachibana Shūta (japanisch 橘 周太; geboren 3. November 1865 in Landkreis Takaki (Provinz Hizen); gestorben 31. August 1904 in Liaoyang, Qing-Dynastie) war ein japanischer Armeeoffizier, der durch seinen Einsatz im Russisch-Japanischen Krieg bekannt wurde.

## Leben und Wirken
Tachibana Shūta, Absolvent der Militärakademie, diente nacheinander als „Tōgubukan“ (東宮武官) – d. h. als Militäroffizier am Kaiserlichen Hof, als Lehrer an der Toyama-Armeeschule (陸軍戸山学校, Rikugun Toyama gakkō) und als Rektor der Armee-Kadettenanstalt (陸軍幼年学校, Rikugun yōnen gakkō) in Nagoya. 1904 ging er als Bataillonskommandeur des 34. Infanterieregiments im Russisch-Japanischen Krieg an die Front und wurde am 31. August in der Schlacht von Liaoyang getötet, als er während des Beschusses durch die russische Seite ohne besondere Anweisungen den Schützengraben für eine Attacke verließ.
Tachibana wurde nach seinem Tod für seine Tapferkeit gelobt und wurde posthum zum Oberstleutnants befördert. In Zeitungsberichten wurde auf seinen Kampfgeist hingewiesen, und nach des Krieges erschien der Text „Oberstleutnant Tachibana“ in Grundschullehrbüchern. Damit wurde er ein Modell für Tapferkeit und Selbstaufgabe populär, als „Heiliger Krieger“ (軍神, Gunshin) gefeiert und in zu seinen Ehren errichteten Schreinen verehrt.